# Régulon
Un régulon est un ensemble fonctionnel de gènes organisés en opéron ou non, dont l'expression est corégulée. Ce terme est principalement utilisé pour les organismes procaryotes.
Un opéron est une section de l'ADN procaryote qui contient un ou plusieurs gènes. Elle code des protéines effectuant des tâches souvent semblables et est transcrite par une enzyme, l'ARN-polymérase, sur un unique brin d'ARN messager. Cette transcription peut être inhibée par certaines protéines, les répresseurs. Ces derniers se fixent à un endroit spécifique de l'ADN de l'opéron, l'opérateur, et bloquent ainsi la liaison de la sous-unité Sigma de l'ARN-polymérase avec la séquence d'ADN appelée promotrice. Il existe des types de répresseurs qui peuvent avoir une action régulatrice sur plusieurs opérons différents et avec une affinité inégale. On réunit ces opérons sous le concept de régulon.
Un exemple est le tryptophane ou trp répresseur (en abrégé : trpR) dans le génome de la bactérie Escherichia coli. Cette protéine inhibe non seulement sa propre transcription sur l'opéron trpR et celle du tryptophane sur l'opéron trp, mais encore la transcription de l'opéron aroH. Ce dernier code une protéine dont la cellule a besoin pour synthétiser tous les aminoacides aromatiques.
Un autre exemple est le cas des systèmes de régulation à double composants, tels que le système PhoP/PhoQ, deux gènes dont l'action sur Salmonella typhimurium permet d'atténuer la virulence du virus en réponse à un stimulus environnemental.